# 我有榮譽聯盟
我有榮譽聯盟（亞美尼亞語：Pativ unem dashink'）是亞美尼亞的一個政治聯盟。我有榮譽聯盟成立於2021年5月15日，由亞美尼亞共和黨和國土黨組成。

## 歷史
我有榮譽聯盟是於2020—2021年亞美尼亞示威期間成立的。亞美尼亞共和黨和國土黨都是國土拯救運動的前成員，並於亞美尼亞在2020年納戈爾諾卡拉巴赫戰爭戰敗後要求亞美尼亞總理尼科爾·帕希尼揚辭職負責。亞美尼亞共和黨和國土黨隨後組成我有榮譽聯盟。 
阿圖爾·瓦涅茨安被提名為我有榮譽聯盟的領導人。我有榮譽聯盟參加2021年亞美尼亞議會選舉，獲得5.22%的選票，在亞美尼亞共和國國民議會中獲得6個席位。 

## 意識形態
我有榮譽聯盟主張民族保守主義，支持加強亞美尼亞的軍事力量，發展亞美尼亞的經濟。 